# 細川恒
細川 恒（ほそかわ ひさし、1940年（昭和15年）4月24日 - ）は、日本の通産官僚。元通商産業審議官。

## 略歴
- 京都府立桂高等学校卒業
- 京都大学経済学部卒業
- 1964年（昭和39年）4月：通商産業省入省。企業局企業一課属。同期に、渡辺修、川田洋輝（資源エネルギー庁長官、山形県警本部長）、藤原武平太、伊吹迪人、山田和彦（情報サービス産業協会副会長）、神戸史雄（製品安全協会理事長、官房審議官）、堀内雅夫（京大経卒、東北通産局長）、熊谷弘（政治家）など
- 1964年7月　通商産業省企業局産業公害課
- 1967年5月　通商産業省貿易振興局貿易振興課
- 1968年7月　ハーバード大学大学院へ留学 [1] [2]
- 1970年7月　通商産業省鉱山石炭局石炭部炭政課課長補佐
- 1971年7月　科学技術庁原子力局原子炉規制課課長補佐
- 1973年6月　通商産業省通商政策局米州大洋州課課長補佐
- 1975年2月　資源エネルギー庁石油部計画課課長補佐
- 1976年9月 　通商産業省大臣官房総務課企画室
- 1977年6月　資源エネルギー庁長官官房総務課課長補佐

- 1978年6月　通商産業省産業政策局商務・サービス産業室長
- 1980年9月　経済協力開発機構科学技術・工業局次長(産業政策担当)
- 1983年6月　通商産業省産業政策局産業構造課長
- 通商産業省産業政策局総務課余暇開発室長
- 1985年6月　通商産業省基礎産業局基礎化学品課長
- 1986年6月　通商産業省通商政策局国際経済部国際経済課長
- 1988年（昭和63年）6月：通商産業大臣官房会計課長
- 1991年（平成3年）6月：資源エネルギー庁石油部長
- 通商産業大臣官房商務流通審議官
- 1993年（平成5年）6月：通商産業省基礎産業局長
- 1994年（平成6年）12月：通商産業省通商政策局長
- 1996年（平成8年）8月：通商産業審議官
- 1997年（平成9年）7月：通商産業省退官
- 1999年（平成11年）10月：株式会社三井海上基礎研究所・戦略設計事務所代表
- 2000年（平成12年）6月：日東電工株式会社監査役
- 2001年（平成13年）8月：グリーンアーム株式会社代表取締役
- 2003年（平成15年）6月：日立建機株式会社社外取締役
- 2003年（平成15年）8月：中間法人クラブエコファクチュア代表理事[3]
- 2017年（平成29年）12月：株式会社ACCESS取締役会長